# Jonathan Castro Otto
Jonny Castro (Vigo, 1994. március 3. –) spanyol válogatott labdarúgó.

## Pályafutása
Jonny Castro 2012. szeptember 1-jén ült először a Celta kispadján. 2016. február 20.-án betalált az Eibar kapujába. 
2018. július 25.-én az Atlético Madrid bejelentette leigazolását, azonban rögvest kölcsön is adták a Wolverhampton Wanderers csapatának egy szezonra. 2019 januárjában az angol csapat végleg megvásárolta.